# 相原みぃ
相原 みい（あいはら みぃ、1989年（平成元年）1月17日 - ）は、神奈川県出身の日本の元タレント、グラビアアイドル。ミアエンタテイメント所属であった。

## 人物・来歴
2006年9月、秋葉原のメイド喫茶・ミアカフェで働き始める。
2007年9月、DVD『メイドカフェ発表会〜cafe-1〜ミアカフェ』発売。
2008年5月よりミアエンタテイメントに所属。
2008年7月よりトイガン及びミリタリー関係の月刊専門雑誌『アームズマガジン』（ホビージャパン）で連載企画を始める。この企画の一環でシューティングイベントに参加し、好成績を収めたことで銃に強い興味を持つようになって行く。以後、サバイバルゲームなどのイベントにも定期的に出場。2009年にエアライフルの、2010年に実銃、散弾銃の所持許可を得る。こういったことから「ミリタリーアイドル（ミリドル）」「スナイパーアイドル（スナドル）」とも言われている。
2008年11月、駒澤大学学園祭「オータムフェスティバル」ミス☆ミスター駒沢コンテスト準ミス受賞。同年12月、1st写真集CD-ROM『名門女子高校環境ビデオシリーズ』発売。
2013年2月、ミリタリー・アイドル卒業、これと同時期にミアエンターテインメントから除籍。
2013年5月、ミア・カフェ大阪店店長を辞職、そのまま“卒業”へ。

## プロフィール
- 誕生日：1989年1月17日
- 身長：162cm
- 体重：45kg
- 4人兄弟の長女
- 星座：やぎ座
- 血液型：O型
- 趣味：クレー射撃、サバイバルゲーム、ピアノを弾くこと、お菓子を作ること
- 特技：忘れ物をすること
- 好きなこと：ねこと遊ぶこと、こたつに入ってぬくぬくすること、甘いものを食べること

### 逸話
- テレビ、雑誌、DVD出版の他、東京都文京区にあるミアスタジオにて定期的に撮影会を開催している。また普段はメイド喫茶店員として、店舗で接客を行っている。
- 性格は非常におっとりとしている一方で、番組収録等では露出も気にしない大胆な一面を見せる。2011年7月の『『ぷっ』すま』（テレビ朝日）出演時には、布面積の小さいビキニを着用したまま大胆な姿勢で射撃を行い、共演者のオードリー、ユースケ・サンタマリア、草彅剛らが撮影を心配する場面もあった。
- 射撃の腕前はかなり高く、『月刊チャージャー』2011年9月号（Yahoo! JAPAN）の射撃動画では、小さな的を的確に射抜く映像を確認できる[3]。

## 出演

### テレビ
- ミアカフェ紹介VTR（エンタ!371）
- スポパラ ヘイキンFACE（テレビ東京）
- AKiBAッテキ!!（エンタ!371）
- スーパーJチャンネル（テレビ朝日）
- ミスキャンナイトフジ (仮)（フジテレビ）
- 新知識階級 クマグス（TBSテレビ）
- 『ぷっ』すま（テレビ朝日）
- 秋葉系アイドルチャンネル （BS11、2011年10月14日）

### WEB
- 月刊チャージャー（2008年9月号「日本のリスクはみんなのリスク」森永卓郎VS人気メイド嬢、2011年7月号「大人ホビー」）

### DVD
- メイドカフェ発表会（ミアカフェDVD、2007年9月20日）
- 激萌え！絶対領域　〜何人にも侵されざる聖なる領域〜（2010年2月）
- Love Mii（2011年10月）

### その他
- 名門女子高校環境ビデオシリーズ（2008年12月18日）
- ミアエンタテイメント 2009.4 - 2010.3 卓上カレンダー（2009年4月）
- G-baseイメージキャラクター（2010年11月）
- サバイバルゲームフィールドCKF（千葉北フィールド） CKFガール（2010年12月）

## 書籍
- ヲ乙女図鑑（2010年9月、壽屋）

### 雑誌
- アームズマガジン（2007年10月号、2008年8月号「スナイパーズチャレンジ」、2007年11月号「ハンドガンプレイヤーズガイド」、2008年3月号〜8月号連載「目指せ！ピンポイントシューター」、2008年11月号　表紙・グラビアページ）
- ファンシューティング vol.6
- リアルガンダイジェスト 2009
- 週刊アスキー

### 写真集
- With Mii（2010年8月1日、リイド社、撮影：土井一秀）ISBN 978-4845839377

- Love Mii（2011年

- ハズカシイアタシ（2012年7月20日、三空出版、撮影：常盤響）ISBN 978-4944063499